# Avery Williamson
Pour les articles homonymes, voir Williamson.
(en) Statistiques sur pro-football-reference
Avery Milton Williamson, né le 9 mars 1992 à Cleveland en Ohio, est un joueur américain de football américain. Il joue pour les Steelers de Pittsburgh en National Football League (NFL) au poste de linebacker.

## Biographie

### Carrière universitaire
Il a étudié à l'Université du Kentucky et a joué pour l'équipe des Wildcats de 2010 à 2013.

### Carrière professionnelle
Il est sélectionné par les Titans du Tennessee au cinquième tour, au 151e rang, lors de la draft 2014 de la NFL. Il joue le premier quart de la saison sur les unités spéciales et comme joueur de relève en défense avant de devenir titulaire durant la semaine 5.
Après quatre saisons avec les Titans, il rejoint les Jets de New York en 2018 sur un contrat de 3 ans. Il se blesse au genou lors d'un match pré-saison en 2019. La blessure se révèle être une déchirure du ligament croisé antérieur et il manque toute la saison. 